# جنگ ستارگان: اسکادرانز
جنگ ستارگان: اسکادران‌ها (انگلیسی: Star Wars: Squadrons) یک بازی ویدئویی به سبک نبرد فضایی است که در جهان جنگ ستارگان روایت می‌شود و توسط استودیو موتیو توسعه یافته و به‌وسیلهٔ الکترونیک آرتس منتشر شده‌است. این بازی در ۲ اکتبر ۲۰۲۰ برای مایکروسافت ویندوز، پلی‌استیشن ۴ و ایکس‌باکس وان عرضه شد. داستان بازی پس از بازگشت جدای ست شده‌است.
این بازی هنگام انتشار به‌طور کلی نقدهای مثبتی دریافت کرد و به‌خاطر گیم‌پلی‌اش مورد ستایش قرار گرفت، هرچند به‌دلیل داستان و کمبود محتوای آن مورد انتقاد قرار گرفت. تا اکتبر ۲۰۲۰، بیش از ۱٫۱ میلیون نسخهٔ دیجیتال از آن به فروش رسیده بود.

## گیم‌پلی
جنگ ستارگان: اسکادران‌ها یک بازی نبرد فضایی است که به‌طور انحصاری از دید اول شخص بازی می‌شود. بازیکنان کنترل جنگنده‌های فضایی متعلق به امپراتوری کهکشانی یا نیروی دریایی جمهوری نوین را به دست می‌گیرند. در این سفینه‌ها، آن‌ها می‌توانند نیرو را میان سامانه‌های مختلف سفینه یعنی سلاح‌ها، سپرها و موتور جابه‌جا کنند تا بر دشمنانشان غلبه کنند. جنگنده‌های امپراتوری سپر ندارند و در عوض ویژگی‌های دیگری برای ایجاد تعادل میان دو تیم در نظر گرفته شده است. با کسب امتیاز تجربه بیشتر، بازیکنان می‌توانند سلاح‌ها، سپرها، ارتقاها و آیتم‌های تزئینی تازه برای خلبان و سفینهٔ خود آزاد کنند. همچنین تکمیل «چالش‌های روزانه» و «چالش‌های عملیاتی» به بازیکنان امتیاز «افتخار» می‌دهد که می‌توانند آن را صرف خرید آیتم‌های تزئینی کنند. بازیکنان می‌توانند وضعیت سفینه، سپرها و توانایی‌ها را از طریق ابزارهای کابین خلبان بررسی کنند.
گیم‌پلی مبتنی بر رده شخصیتی است و هر دو جناح جمهوری نوین و امپراتوری چهار کلاس جنگنده دارند: جنگنده (برای امپراتوری تای فایتر و برای جمهوری ایکس-وینگ), رهگیر (رهگیر تای و اِی-وینگ), بمب‌افکن (بمب‌افکن تای و وای-وینگ) و پشتیبانی (تای ریپر و یو-وینگ). یک به‌روزرسانی بعدی بی-وینگ را به کلاس بمب‌افکن جمهوری نوین و تای دفندر را به کلاس جنگندهٔ امپراتوری افزود.
بازی دو حالت چندنفره و یک حالت تک‌نفره دارد: حالت داستانی پس از نبرد اندور و نابودی ستاره مرگ دوم رخ می‌دهد. روایت میان دو خلبان قابل شخصی‌سازی یکی از اسکادران ونگارد جمهوری نوین و دیگری از اسکادران تایتان امپراتوری جابه‌جا می‌شود. بازی دو حالت آنلاین ارائه می‌دهد: «داگ‌فایت» که یک تیم دث‌مچ برای ۱۰ بازیکن است و «نبرد ناوگان» که در آن دو تیم تا سقف ۵ بازیکن برای نابودی کشتی سرمایه‌ای یکدیگر رقابت می‌کنند.

## داستان
پس از نابودی آلدران، دارت ویدر به همهٔ نیروهای امپراتوری دستور می‌دهد تا هر پناهنده‌ای را که از ویرانی سیاره گریخته شکار کنند. کاپیتان لیندون جیوز از نیروی دریایی امپراتوری به دستور دریاسالار ری اسلون فرماندهی اسکادران هلیکس را برای یافتن و نابودکردن کاروانی از پناهندگان در فوستار هیون بر عهده می‌گیرد. جیوز که از این دستور منزجر شده، علیه هم‌تیمی‌هایش می‌شورد و سفینه‌هایشان را از کار می‌اندازد تا از پناهندگان محافظت کند. کاروان سیگنال درخواست کمک به اتحاد شورشیان می‌فرستد و اسکادران اکو برای کمک اعزام می‌شود. پس از نبرد، جیوز به شورشیان می‌پیوندد و با ارائهٔ دانش خود دربارهٔ پروتکل‌های ناوگان امپراتوری اعتماد آن‌ها را جلب می‌کند.
چهار سال بعد، پس از پیروزی شورشیان در نبرد اندور، جیوز که حالا به درجهٔ فرماندهی ارتقا یافته، رهبری کروز تمپرنس و اسکادران نخبهٔ ونگارد را بر عهده دارد. مأموریت این اسکادران، محافظت از پروژهٔ محرمانهٔ استارهُوک است. بعدها فاش می‌شود که این پروژه یک سفینهٔ جنگی عظیم ساخته‌شده از قطعات استار دیسترویرهای دزدیده‌شده است که پرتو جاذبه‌ای قدرتمند دارد.
در همین حال، کاپیتان امپراتوری، تریسا کریل، شاگرد و هم‌پرواز پیشین جیوز در فوستار، مشتاق انتقام از خیانت اوست و مأمور می‌شود تا پروژهٔ استارهُوک را پیش از تکمیل نابود کند. او اسکادران نخبهٔ خودش، اسکادران تایتان، را مأمور می‌کند تا پیشروی جمهوری نوین را سد کند. با وجود موفقیت‌های اولیه، کریل بی‌پروا در دام جیوز می‌افتد که نزدیک است استار دیسترویر او، اُورسیِر، نابود شود. کریل حاضر نمی‌شود جیوز را رها کند و با بی‌اعتنایی به تعمیرات، اورسیِر را سریعاً مسلح می‌کند تا استارهُوک را حتی به بهای جان خود نابود کند.
حملهٔ ناگهانی امپراتوری در حوضچهٔ ندیری به‌شدت به استارهُوک آسیب می‌زند، هرچند از نابودی کامل می‌گریزد. جیوز برای دفاع از باقی‌ماندهٔ سفینه شخصاً فرماندهی اسکادران آنویل را بر عهده می‌گیرد اما سرنگون شده و مرده پنداشته می‌شود. خود استارهُوک در حملهٔ دوم اسکادران تایتان آسیب غیرقابل‌جبرانی می‌بیند، هرچند اسکادران ونگارد که حالا به رهبری ژنرال هرا سیندولاست، با آخرین تلاش، از بقایای استارهُوک استفاده کرده و ناوگان امپراتوری را با کوباندن آن به قمری ناپایدار نابود می‌کنند. نقشه موفق می‌شود و ونگارد به کمک جیوز که از انفجار جان به در برده، می‌گریزد. در همین حال کریل که مأموریت نابودی نمونهٔ استارهُوک را انجام داده بود، زودتر میدان نبرد را ترک می‌کند. هر دو اسکادران ونگارد و تایتان بابت اقداماتشان مورد تقدیر قرار می‌گیرند، در حالی‌که جمهوری نوین برنامه می‌ریزد سفینه‌های استارهُوک بیشتری بسازد و امپراتوری نیز به دنبال بازپس‌گیری کنترل کهکشان است.

## توسعه
ابتدا این بازی توسط جیمز کلمنت و پاتریک لالوند به رهبری استودیو موتیو پیشنهاد شد و سپس استیون مسترز به آن‌ها پیوست تا در آماده‌سازی طرح کمک کند. در حالی‌که این سه توسعه‌دهنده هنوز مشغول تکمیل حالت تک‌نفرهٔ بتلفرانت ۲ بودند، گروه کوچکی به رهبری یان فریزر پایه‌های تیم تولید را شکل دادند.
بازی در ۱۵ ژوئن ۲۰۱۷ همراه با انتشار یک تریلر معرفی شد. این بازی در ۱ ژانویهٔ ۲۰۱۸ برای پلی‌استیشن ۴، ویندوز و اکس‌باکس وان منتشر شد و قابلیت بازی میان‌سکویی داشت. نسخهٔ رایانه‌ای آن قابلیت واقعیت مجازی با هدست‌های گوناگون داشت و نسخهٔ پلی‌استیشن ۴ نیز از پلی‌استیشن وی‌آر پشتیبانی می‌کرد. همهٔ نسخه‌ها پشتیبانی از هاتاس داشتند و در نسخه‌های کنسولی با به‌روزرسانی روز نخست فعال شد. تا ۱۰ سپتامبر ۲۰۱۷، توسعهٔ بازی به وضعیت «طلایی» رسیده بود، به این معنا که آمادهٔ تولید نسخه‌های فیزیکی بازی بود.
این بازی برای پلی‌استیشن ۵ و اکس‌باکس سری اکس و اس ارتقاهایی دریافت کرد، از جمله بهبود نورپردازی در پلی‌استیشن ۵ و پشتیبانی از ۴K و نرخ فریم بالا در اکس‌باکس سری اکس.

## انتشار

### بازاریابی
پس از تریلر ۱۵ ژوئن ۲۰۱۴، تریلر دیگری از گیم‌پلی در ۱۸ ژوئیه ۲۰۱۷ منتشر شد و تریلری متمرکز بر حالت تک‌نفره در گیمزکام ۲۰۲۰ در ۲۷ اوت ۲۰۱۸ به نمایش درآمد.
در ۱۴ سپتامبر ۲۰۱۷، یک انیمیشن کوتاه رایانه‌ای با عنوان شکارشده در کانال یوتیوب جنگ ستارگان پخش شد که توسط استودیوی موتیو با همکاری لوکاس‌فیلم، اسکای‌واکر ساوند و اینداستریال لایت اند مجیک ساخته شده بود. این انیمیشن عقب‌نشینی امپراتوری پس از حملهٔ غافلگیرانهٔ جمهوری نوین را نشان می‌دهد، که شکست دیگری برای امپراتوری پس از نابودی ستاره مرگ دوم محسوب می‌شود. فرمانده اسکادران، وارکو گری، عقب‌نشینی خود را به تأخیر می‌اندازد تا از یک خلبان بمب‌افکن تای دفاع کند، اما سفینهٔ آن خلبان نابود می‌شود و گری برای فرار با استار دیسترویر خود دیر می‌رسد. اکنون آخرین سفینهٔ تای در میدان نبرد، او وارد یک داگ‌فایت با یک اکس-وینگ می‌شود و موفق می‌گردد آن را نابود کند، پیش از آنکه روی سطح سیاره سقوط کند. او در حالی‌که توسط نیروهای امپراتوری نجات داده می‌شود، می‌گوید جنگ هنوز به پایان نرسیده است.

### پاداش‌های پیش‌خرید
بازیکنانی که بازی را پیش‌خرید می‌کردند، پوسته‌های تزئینی اضافی برای خلبان‌ها و سفینه‌ها دریافت می‌کردند. نخستین مجموعه از این پوسته‌ها بر پایهٔ «جمهوری نوین» یا «امپراتوری آس» طراحی شده بود و شامل یک پوسته برای هر سفینه، یک پوسته برای هر خلبان جمهوری نوین و امپراتوری، و یک نشان برای هر دو مجموعه می‌شد.
پس از انتشار پویانمایی تبلیغاتی شکارشده، دو پوستهٔ اضافی برای اکس-وینگ و تای اینترسپتور تحت عنوان مجموعهٔ «وار-شا» به پاداش‌های پیش‌خرید افزوده شد که بر اساس ظاهر این دو سفینه در همان انیمیشن طراحی شده بودند.